# Johnston (Nuevo Brunswick)
Johnston es una parroquia canadiense situada en la provincia de Nuevo Brunswick.

## Superficie
Johnston tiene una superficie de 360,87 km².

## Demografía
En 2021, tenía 638 habitantes, una densidad poblacional de 1,8 hab./km², y 384 viviendas.